# Pseudoclimaciella alberti
Pseudoclimaciella alberti är en insektsart som först beskrevs av Navás 1936.  Pseudoclimaciella alberti ingår i släktet Pseudoclimaciella och familjen fångsländor. Inga underarter finns listade i Catalogue of Life.